# Ana Tiemi
Ana Tiemi Takagui est une joueuse brésilienne de volley-ball née le 26 octobre 1987 à  Nova Mutum (Mato Grosso). Elle mesure 1,88 m et joue au poste de passeuse. Elle totalise 42 sélections en équipe du Brésil.

## Clubs
| Club                   | De        | À         |
| ---------------------- | --------- | --------- |
| Minas Tênis Clube      | 2002-2003 | 2002-2003 |
| Sesi Esporte Clube     | 2003-2004 | 2003-2004 |
| Minas Tênis Clube      | 2004-2005 | 2006-2007 |
| Grêmio de Vôlei Osasco | 2007-2008 | 2010-2011 |
| Volei Futuro           | 2011-2012 | 2011-2012 |
| Bursa BBSK             | 2012-2013 | 2013-2014 |
| CSM Bucureşti          | 2014-2015 | 2014-2015 |
| Vôlei Bauru            | 2015-2016 | 2015-2016 |
| Volley-Ball Nantes     | 2016-2017 | 2017-2018 |
| Vasas Budapest         | 2018-2019 | 2019-2020 |
| SC Potsdam             | 2020-2021 | …         |

## Palmarès

### Équipe nationale
- Grand Prix mondial
  - Vainqueur : 2009.
- World Grand Champions Cup
  - Finaliste : 2009.
- Jeux Panaméricains
  - Finaliste : 2015.
- Coupe panaméricaine
  - Finaliste : 2008, 2012.
- Championnat du monde des moins de 20 ans
  - Vainqueur : 2005.
- Championnat d'Amérique du Sud  des moins de 18 ans
  - Vainqueur : 2002.

### Clubs
- Championnat sud-américain des clubs
  - Vainqueur : 2009, 2010.
- Championnat du Brésil
  - Vainqueur : 2010.
  - Finaliste : 2009, 2011.
- Coupe du Brésil
  - Vainqueur :2008.
  - Finaliste : 2007.
- Championnat de Hongrie
  - Vainqueur :2019.
- Coupe de Hongrie
  - Vainqueur : 2020.